# Edwin Oppler

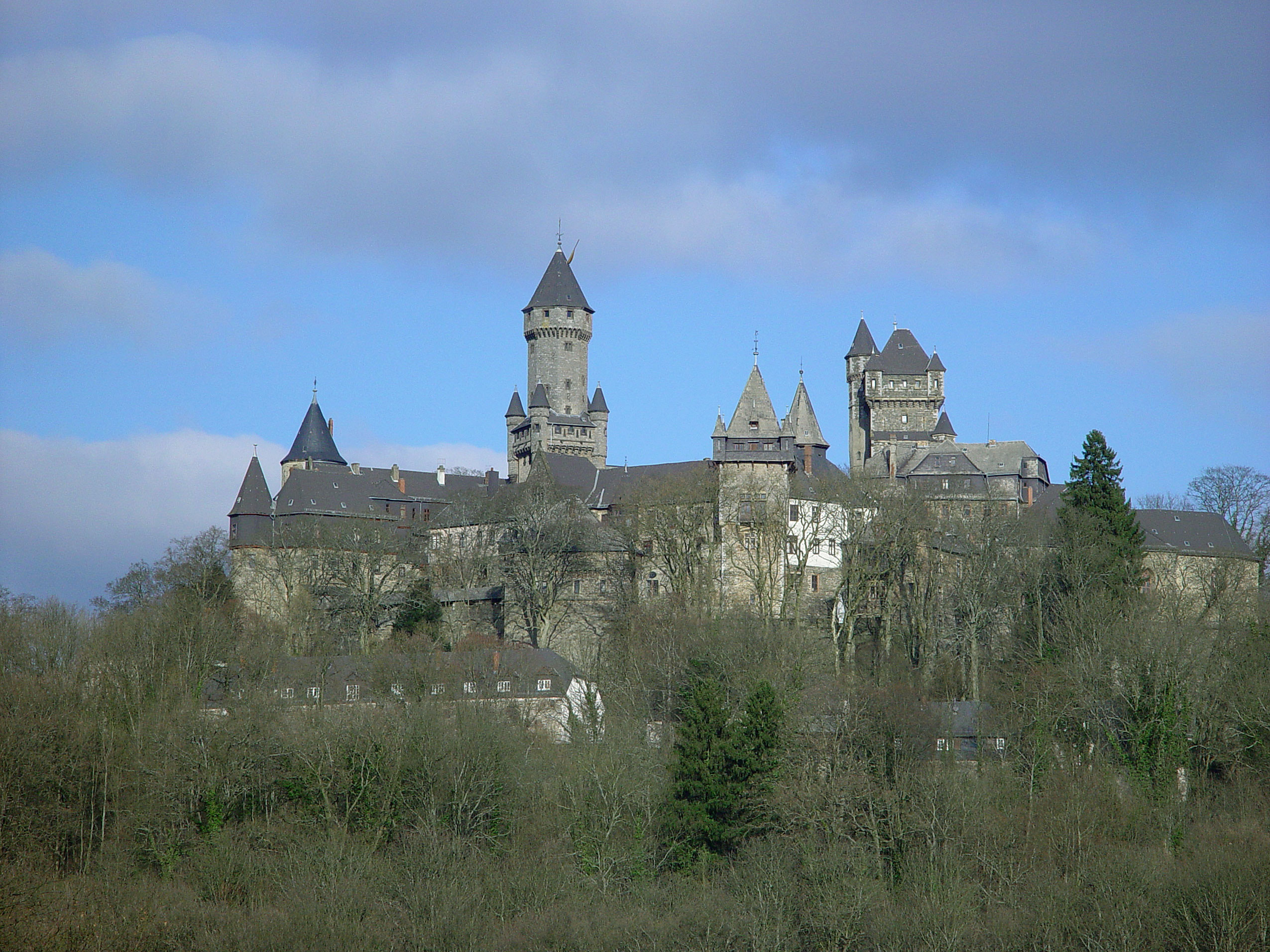
E. Oppler: zamek w Braunfels

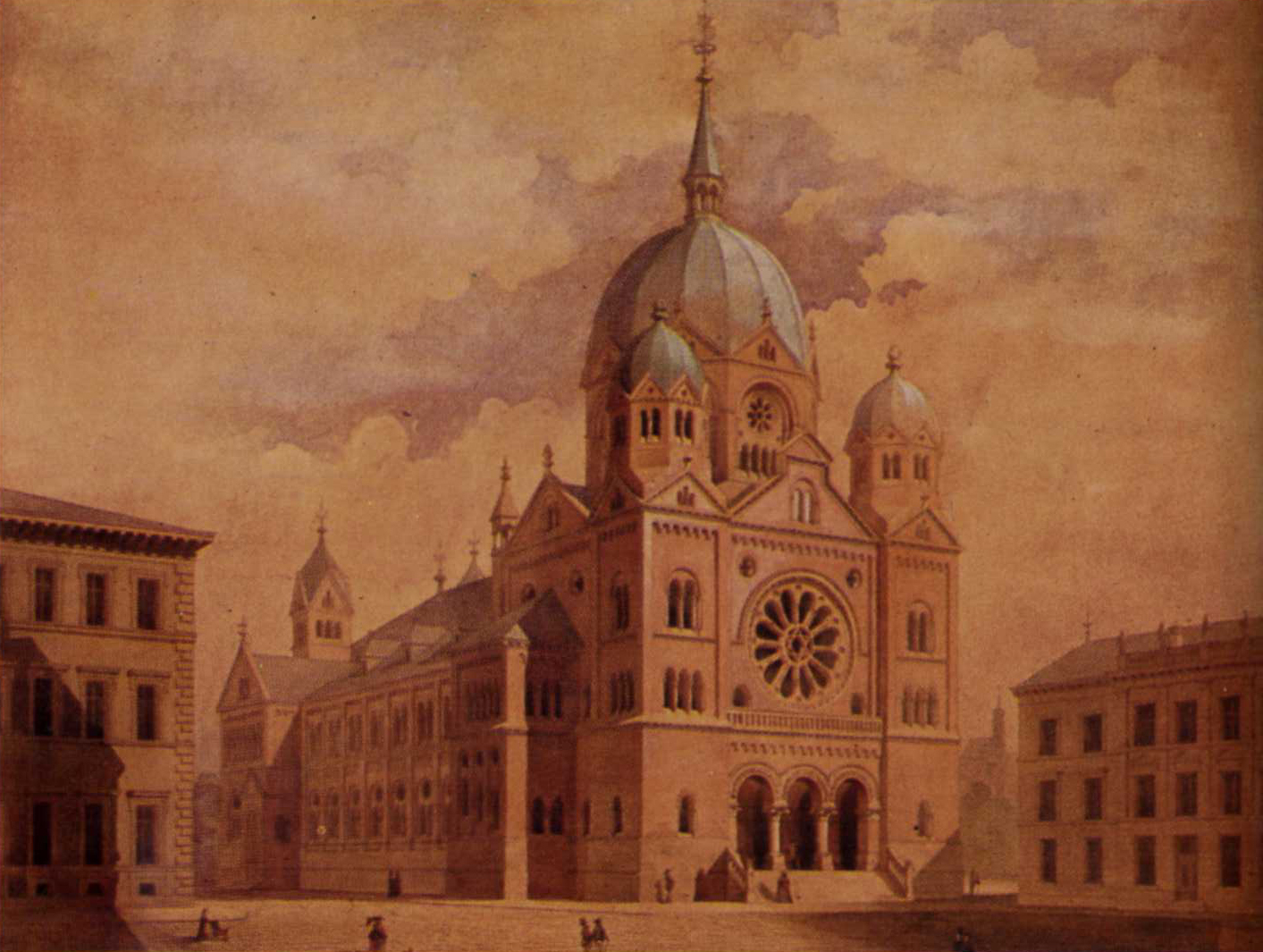
E. Oppler: projekt synagogi w Monachium

Edwin Oppler (ur. 18 czerwca 1831 w Oleśnicy, zm. 6 września 1880 w Hanowerze) – niemiecki architekt żydowskiego pochodzenia. Swoje dzieła projektował głównie w stylu neogotyckim oraz neoromańskim.

## Życiorys
Syn kupca Salo Opplera i Minny Seldis, uczęszczał do gimnazjum we Wrocławiu, a następnie ukończył architekturę na politechnice w Hanowerze i kształcił się w stolarstwie w Bremie. Później pracował w pracowni Conrada Wilhelma Hasego, gdzie prowadził restaurację budynków w Hanowerze i Hildesheim. W latach 1858–1860 Oppler odbył podroż do Brukseli i Paryża, gdzie zatrudnił się w pracowni Eugène’a Viollet-le-Duca, pracując nad restauracją katedr w Paryżu, Rouen i Amiens. W 1866 poślubił Ellę Cohen.
W 1859 Oppler rozpoczął własną działalność architektoniczną w Hanowerze, gdzie według jego projektów powstało lub przebudowano 30 obiektów. Za zaprojektowanie wnętrz zamku Marienburg (1864 r.) otrzymał tytuł Królewskiego Radcy Budowlanego. Oppler znany jest ze swoich licznych projektów synagog, przy których odszedł od powszechnych wówczas stylizacji arabsko-mauretańskich, wprowadzając styl arkadowy oraz detale późnoromańskie i wczesnogotyckie. Oppler wybudował bożnice żydowskie we Wrocławiu, Świdnicy, Hameln i Bleicherode. Żadna z nich nie zachowała się – uległy zniszczeniu przez nazistów.
W latach 1870–1878 Oppler wydawał pismo „Die Kunst im Gewerbe”.

## Publikacje
- Handbuch für Architecten (1870)

## Prace i projekty
- Od 1862 do końca lat 70. – główny (nowy) dom zdrojowy oraz kilka pensjonatów sanatorium w Sokołowsku[2],
- wnętrza zamku Marienburg (od 1864 r.)[2],
- 1864–1870 – synagoga Bergstrasse w Hanowerze[4],
- 1863–1870 – dom towarowy Heinemanna w Hanowerze,
- 1866–1872 – Nowa Synagoga we Wrocławiu[5],
- trzy grobowce na kirkucie we Wrocławiu: Kolkerów, Heimannów i swego ojca[2],
- 1867–1872 – willa Alberta Cahna w Bonn-Plittersdorfie[6],
- 1873–1874 – willa Solms w Baden-Baden,
- 1874–1875 – Szkoła Izraelicka w Hanowerze,
- 1877 – synagoga w Karlowych Warach,
- 1877 – synagoga w Świdnicy[1].